# Guarea glomerulata
Espèce
Synonymes
- Guarea claessensii De Wild.[1]
- Guarea glomerulata var. obanensis Baker f.[1]
- Guarea glomerulata[2]
- Guarea ngounyensis Pellegr.[1]
- Neoguarea glomerulata (préféré par NCBI)[2]

Guarea glomerulata est une espèce d'arbustes de la famille des Meliaceae, présente en Afrqiue centrale, notamment au Cameroun, au Gabon, en République démocratique du Congo.

## Liste des variétés
Selon Tropicos (7 mars 2020) :
- variété Guarea glomerulata var. obanensis Baker f.